# Futbol Club Barcelona 1996-1997
Questa voce raccoglie le informazioni riguardanti il Futbol Club Barcelona nelle competizioni ufficiali della stagione 1996-1997.

## Maglie e sponsor
| Casa | Trasferta | Portiere | Portiere |

## Rosa
| N. |                       | Ruolo | Calciatore           |
| -- | --------------------- | ----- | -------------------- |
| 1  | Portogallo (bandiera) | P     | Vítor Baía           |
| 2  | Spagna (bandiera)     | D     | Albert Ferrer        |
| 3  | Spagna (bandiera)     | D     | Abelardo             |
| 4  | Spagna (bandiera)     | C     | Josep Guardiola      |
| 5  | Romania (bandiera)    | D     | Gheorghe Popescu     |
| 6  | Spagna (bandiera)     | C     | José Mari Bakero     |
| 7  | Portogallo (bandiera) | C     | Luís Figo            |
| 8  | Bulgaria (bandiera)   | A     | Hristo Stoichkov     |
| 9  | Brasile (bandiera)    | A     | Ronaldo              |
| 10 | Brasile (bandiera)    | A     | Giovanni             |
| 11 | Spagna (bandiera)     | A     | Ángel Manuel Cuéllar |
| 12 | Spagna (bandiera)     | D     | Sergi Barjuan        |
| 13 | Spagna (bandiera)     | P     | Carles Busquets      |

| N. |                       | Ruolo | Calciatore         |
| -- | --------------------- | ----- | ------------------ |
| 15 | Francia (bandiera)    | D     | Laurent Blanc      |
| 16 | Spagna (bandiera)     | C     | Óscar              |
| 17 | Nigeria (bandiera)    | C     | Emmanuel Amunike   |
| 18 | Spagna (bandiera)     | C     | Guillermo Amor     |
| 19 | Spagna (bandiera)     | A     | Juan Antonio Pizzi |
| 20 | Spagna (bandiera)     | D     | Miguel Ángel Nadal |
| 21 | Spagna (bandiera)     | C     | Luis Enrique       |
| 23 | Spagna (bandiera)     | C     | Iván de la Peña    |
| 24 | Portogallo (bandiera) | D     | Fernando Couto     |
| 25 | Spagna (bandiera)     | P     | Julen Lopetegui    |
| 26 | Spagna (bandiera)     | C     | Albert Celades     |
| 27 | Spagna (bandiera)     | C     | Roger García       |
| 28 | Spagna (bandiera)     | P     | Francesc Arnau     |

### Staff tecnico
- Allenatore:  Bobby Robson
- Vice-allenatore:  José Mourinho
- Assistente:  André Villas Boas

## Statistiche di squadra
| Competizione        | In Casa | In Casa | In Casa | In Casa | In Casa   | In Casa    | In Trasferta | In Trasferta | In Trasferta | In Trasferta | In Trasferta | In Trasferta | In campo neutro | In campo neutro | In campo neutro | In campo neutro | In campo neutro | In campo neutro | Totale  | Totale   | Totale  | Totale    | Totale    | Totale     |
| ------------------- | ------- | ------- | ------- | ------- | --------- | ---------- | ------------ | ------------ | ------------ | ------------ | ------------ | ------------ | --------------- | --------------- | --------------- | --------------- | --------------- | --------------- | ------- | -------- | ------- | --------- | --------- | ---------- |
| Competizione        | G       | V       | Pi      | S       | Gol Fatti | Gol Subiti | G            | V            | P            | S            | GF           | GS           | G               | V               | P               | S               | GF              | GS              | Giocate | Vittorie | Pareggi | Sconfitte | Gol Fatti | Gol Subiti |
| La Liga             | 21      | 17      | 3       | 1       | 65        | 17         | 21           | 10           | 7            | 3            | 39           | 31           | -               | -               | -               | -               | -               | -               | 42      | 27       | 11      | 4         | 102       | 48         |
| Copa Del Rey        | 3       | 3       | 0       | 0       | 11        | 6          | 3            | 1            | 2            | 0            | 7            | 3            | 1               | 1               | -               | -               | 3               | 2               | 7       | 5        | 2       | 0         | 21        | 11         |
| Supercoppa Spagnola | 1       | 1       | 0       | 0       | 5         | 2          | 1            | 0            | 0            | 1            | 1            | 3            | -               | -               | -               | -               | -               | -               | 2       | 1        |         | 1         | 6         | 5          |
| Coppa Delle Coppe   | 4       | 3       | 1       | 0       | 9         | 3          | 4            | 1            | 3            | 0            | 4            | 2            | 1               | 1               | -               | -               | 1               | 0               | 9       | 5        | 4       | 0         | 14        | 5          |
| totale              | 29      | 24      | 4       | 1       | 87        | 28         | 29           | 12           | 13           | 4            | 51           | 39           | 2               | 2               | -               | -               | 4               | 2               | 60      | 38       | 17      | 5         | 143       | 69         |